# Diolcogaster chaoi
Diolcogaster chaoi är en stekelart som först beskrevs av Lou och You 2004.  Diolcogaster chaoi ingår i släktet Diolcogaster och familjen bracksteklar. Inga underarter finns listade i Catalogue of Life.